# Zacharias Kunuk
Zacharias Kunuk, né le 27 novembre 1957 à Kapuiviit (en), Île de Baffin, au Nunavut, est un monteur, producteur et réalisateur canadien. D'origine inuite, il est le principal administrateur de la plateforme web Isuma.tv qui est vouée à la diffusion de films en langue inuktitut. 
Il est notamment connu pour son film Atanarjuat: The Fast Runner, un film produit entièrement en inuktitut avec une distribution uniquement autochtone.

## Filmographie

### Réalisation
- 1988 : Qaggiq (Gathering Place)
- 1991 : Nunaqpa (Going Inland)
- 1999 : Nunavut: Our Land (série TV)
- 2001 : Atanarjuat
- 2006 : Le Journal de Knud Rasmussen (The Journals of Knud Rasmussen
- 2016 : Maliglutit (Searchers)
- 2019 : One Day in the Life of Noah Piugattuk
- 2021 : Angakusajaujuq: The Shaman's Apprentice

### Production
- 2001 : Atanarjuat
- 2006 : The Journals of Knud Rasmussen
- 2018 : Edge of the Knife

### Montage
- 2001 : Atanarjuat

## Musées et collections publiques
- Museum of Modern Art[3]
- Musée des beaux-arts du Canada[4]
- Musée national des beaux-arts du Québec[5]

## Distinctions
- Caméra d'or en 2001 pour Atanarjuat
- Prix Génie du meilleur film en 2002 pour Atanarjuat

Son film Maliglutit (Searchers) figure dans la liste « Canada's Top Ten », les dix meilleurs longs-métrages canadiens de 2016, sélectionnés par un jury composé de sept réalisateurs et experts de l'industrie du cinéma, coordonné par TIFF.